# Involucroscypha involucrata
Involucroscypha involucrata — вид грибів, що належить до монотипового роду  Involucroscypha.